# Порт-Шарлотт (Флорида)
Порт-Шарлотт (англ. Port Charlotte) — переписна місцевість (CDP) в США, в окрузі Шарлотт штату Флорида. Населення — 60 625 осіб (2020).

## Географія
Порт-Шарлотт розташований за координатами 26°59′22″ пн. ш. 82°6′49″ зх. д. / 26.98944° пн. ш. 82.11361° зх. д. (26.989467, -82.113651).  За даними Бюро перепису населення США в 2010 році переписна місцевість мала площу 83,68 км², з яких 73,63 км² — суходіл та 10,05 км² — водойми.

### Клімат
| Клімат : Порт-Шарлотт        | Клімат : Порт-Шарлотт | Клімат : Порт-Шарлотт | Клімат : Порт-Шарлотт | Клімат : Порт-Шарлотт | Клімат : Порт-Шарлотт | Клімат : Порт-Шарлотт | Клімат : Порт-Шарлотт | Клімат : Порт-Шарлотт | Клімат : Порт-Шарлотт | Клімат : Порт-Шарлотт | Клімат : Порт-Шарлотт | Клімат : Порт-Шарлотт | Клімат : Порт-Шарлотт |
| Показник                     | Січ.                  | Лют.                  | Бер.                  | Квіт.                 | Трав.                 | Черв.                 | Лип.                  | Серп.                 | Вер.                  | Жовт.                 | Лист.                 | Груд.                 | Рік                   |
| Абсолютний максимум, °C      | 31,7                  | 33,3                  | 33,9                  | 34,4                  | 36,7                  | 38,9                  | 37,2                  | 37,2                  | 35,0                  | 34,4                  | 33,9                  | 31,7                  | 38,9                  |
| Середній максимум, °C        | 23,9                  | 25,0                  | 26,7                  | 28,9                  | 31,7                  | 33,3                  | 33,3                  | 33,3                  | 32,8                  | 30,6                  | 27,2                  | 24,4                  | 29,3                  |
| Середній мінімум, °C         | 11,1                  | 12,2                  | 13,9                  | 16,1                  | 18,9                  | 22,2                  | 23,3                  | 23,3                  | 22,8                  | 19,4                  | 15,6                  | 12,2                  | 17,6                  |
| Абсолютний мінімум, °C       | −5                    | −2,8                  | −1,7                  | 3,3                   | 9,4                   | 13,9                  | 17,2                  | 18,3                  | 16,1                  | 7,2                   | −2,2                  | −3,9                  | −5                    |
| Норма опадів, мм             | 56                    | 59                    | 69                    | 43                    | 80                    | 215                   | 198                   | 199                   | 171                   | 79                    | 47                    | 45                    | 1261                  |
| ---------------------------- | --------------------- | --------------------- | --------------------- | --------------------- | --------------------- | --------------------- | --------------------- | --------------------- | --------------------- | --------------------- | --------------------- | --------------------- | --------------------- |
| Джерело: The Weather Channel |                       |                       |                       |                       |                       |                       |                       |                       |                       |                       |                       |                       |                       |

## Демографія
Згідно з переписом 2010 року, у переписній місцевості мешкали 54 392 особи в 23 782 домогосподарствах у складі 15 183 родин. Густота населення становила 650 осіб/км².  Було 29408 помешкань (351/км²).
Расовий склад населення:
| - 84,8 % — білих - 9,3 % — чорних або афроамериканців - 1,6 % — азіатів - 0,3 % — корінних американців - 0,1 % — вихідців з тихоокеанських островів - 1,7 % — осіб інших рас |

До двох чи більше рас належало 2,3 %. Частка іспаномовних становила 8,7 % від усіх жителів.
За віковим діапазоном населення розподілялося таким чином: 17,5 % — особи молодші 18 років, 55,3 % — особи у віці 18—64 років, 27,2 % — особи у віці 65 років та старші. Медіана віку мешканця становила 50,1 року. На 100 осіб жіночої статі у переписній місцевості припадало 92,1 чоловіків;  на 100 жінок у віці від 18 років та старших — 89,4 чоловіків також старших 18 років.
Середній дохід на одне домашнє господарство  становив 51 256 доларів США (медіана — 38 896), а середній дохід на одну сім'ю — 60 642 долари (медіана — 50 412). Медіана доходів становила 36 830 доларів для чоловіків та 29 892 долари для жінок. За межею бідності перебувало 14,5 % осіб, у тому числі 20,7 % дітей у віці до 18 років та 8,7 % осіб у віці 65 років та старших.
Цивільне працевлаштоване населення становило 22 623 особи. Основні галузі зайнятості: освіта, охорона здоров'я та соціальна допомога — 23,7 %, роздрібна торгівля — 20,5 %, мистецтво, розваги та відпочинок — 12,8 %, науковці, спеціалісти, менеджери — 10,1 %.